# Міхал Домбровський
о. Міхал Домбровський (іноді Михайло Домбровський 1759 — 22 грудня 1846) — ксьондз, громадський та римо-католицький релігійний діяч.

## Життєпис
Народився 1759 року.
Міхал Домбровський — львівський почесний (1819) та замостський канонік, заступник директора Бережанської (чи Бучацької) гімназій, переказав значну суму закладові для убогих у Бучачі. У 1806—1820 роках — латинський парох у м. Бережанах, у 1817 році — декан у м. Бережанах. 5 грудня 1819 мав «інсталяцію» на посаду пароха в Бучачі. У 1822 році закінчили будівництво пробощівки, розпочатої попередником.
Помер 22 грудня 1846 року. Був похований на міському кладовищі на горі Федір поблизу каплиці Потоцьких.